# Typhonium eliosurum
Typhonium eliosurum är en kallaväxtart som först beskrevs av Ferdinand von Mueller och George Bentham, och fick sitt nu gällande namn av O.D.Evans. Typhonium eliosurum ingår i släktet Typhonium och familjen kallaväxter. Inga underarter finns listade.